# Andrei Drygin
Andrei Drygin, ou en translittération française: Andreï Dryguine, est un skieur alpin russe, né le 12 juin 1977 à Krasnoïarsk en URSS (aujourd'hui en fédération de Russie) qui depuis 2001 a été engagé à faire ses compétitions sous le drapeau du Tadjikistan. C'était le seul représentant de ce pays à être en compétition pour les jeux olympiques d'hiver en 2002, 2006 et 2010, le Tadjikistan n'ayant pas à cause de son climat de pistes enneigées.
Il a participé aux J.O. d'hiver de 2010.